# 안데스산맥
안데스산맥(-山脈; 스페인어: la cordillera de los Andes)은 지구상에서 가장 길게 뻗어 있는 신기 조산대의 산맥으로, 그 길이는 약 7,000km에 달한다. 아메리카 대륙 내에서는 가장 해발고도가 높은 산맥이기도 하다. 남아메리카의 서부 해안을 따라 남북으로 길쭉하게 뻗어 있으며, 폭은 가장 넓은 곳이 700km 정도 되며, 평균 고도는 4,000m이다. 베네수엘라, 콜롬비아, 에콰도르, 페루, 볼리비아, 아르헨티나, 칠레 7개국에 걸쳐 형성되어 있다.
안데스산맥은 중간중간에 위치한 저지대를 기점으로 여러 부분으로 나뉜다. 산맥의 고원 지대에는 키토, 보고타, 아레키파, 메데인, 수크레, 메리다, 라파스 등의 대도시들이 위치해 있으며, 그 중에서도 알티플라노고원은 티베트고원에 이어 세계에서 2번째로 높은 곳에 위치한 고원이다. 기후에 따라서 크게 세 부분으로 나뉘며 각각 열대 안데스, 건조 안데스, 다습 안데스라 일컫는다.
대표적인 봉우리로는 아시아를 제외하면 지구상에서 가장 높은 산인 해발 6,962m의 아콩카과산이 있다. 에콰도르령 안데스에 있는 침보라소산은 지구의 자전에 의해 생기는 적도 융기의 영향으로, 그 꼭대기가 지구 중심부로부터 가장 멀다. 또한 세계에서 가장 큰 축에 드는 화산들이 대거 안데스 산맥에 있으며, 그 중에는 오호스델살라도산 또한 포함된다.
신생대 초기 화산활동의 결과로 만들어진 화강암의 발견은 안데스산맥이 로키산맥과 하나의 체계를 이루는 증거가 되고 있다.

## 지질학
안데스산맥은 세 구역으로 나뉜다.
- 남 안데스(아르헨티나, 칠레)
- 중앙 안데스(에콰토르, 페루, 볼리비아)
- 북부 안데스(베네수엘라, 콜롬비아)

## 안데스산맥의 산
안데스산맥의 산은 다음을 포함한다.
- 플란촌-페테로아산
- 아콩카과산

## 사진

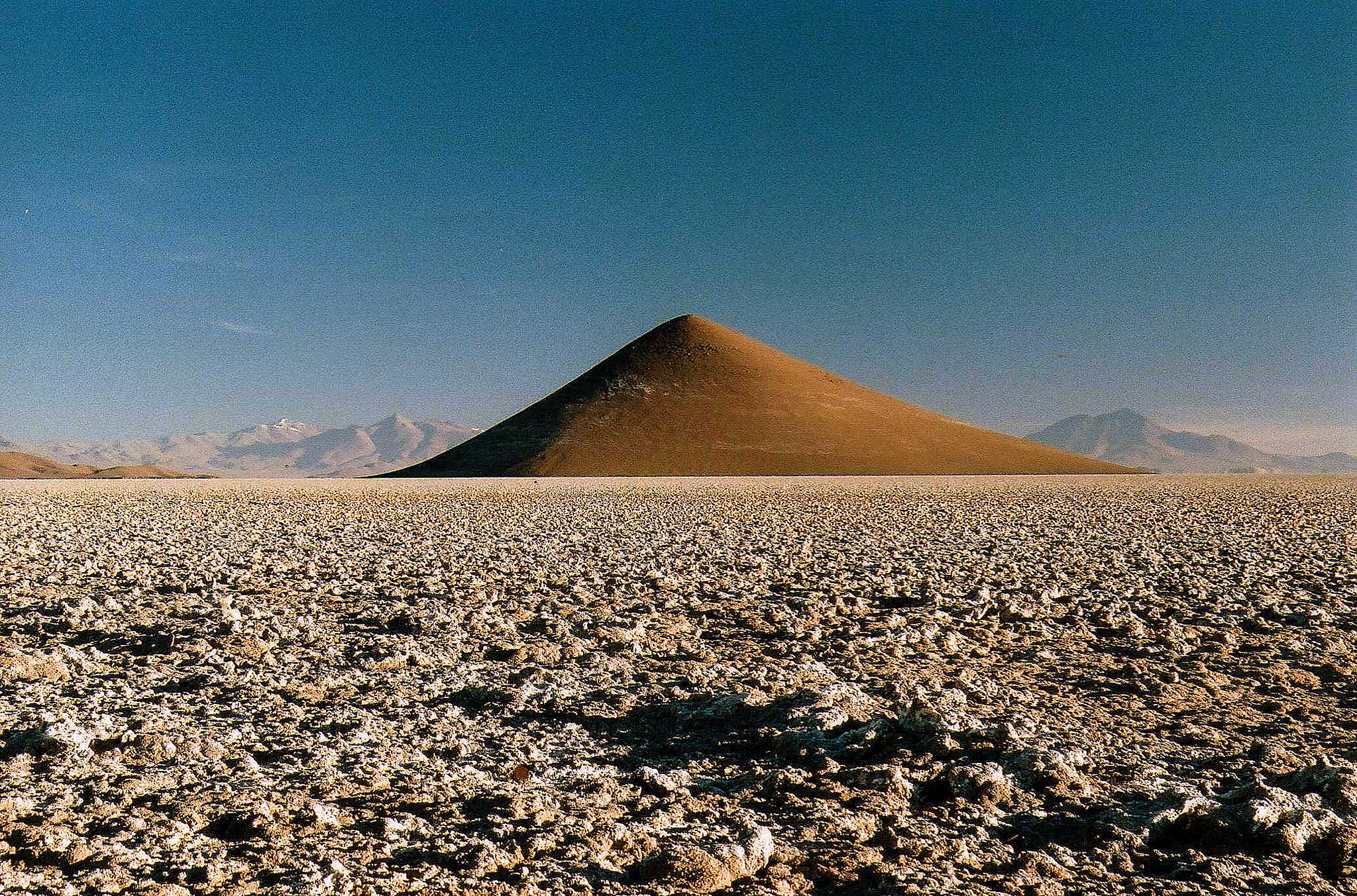
Cono de Arita(아르헨티나)
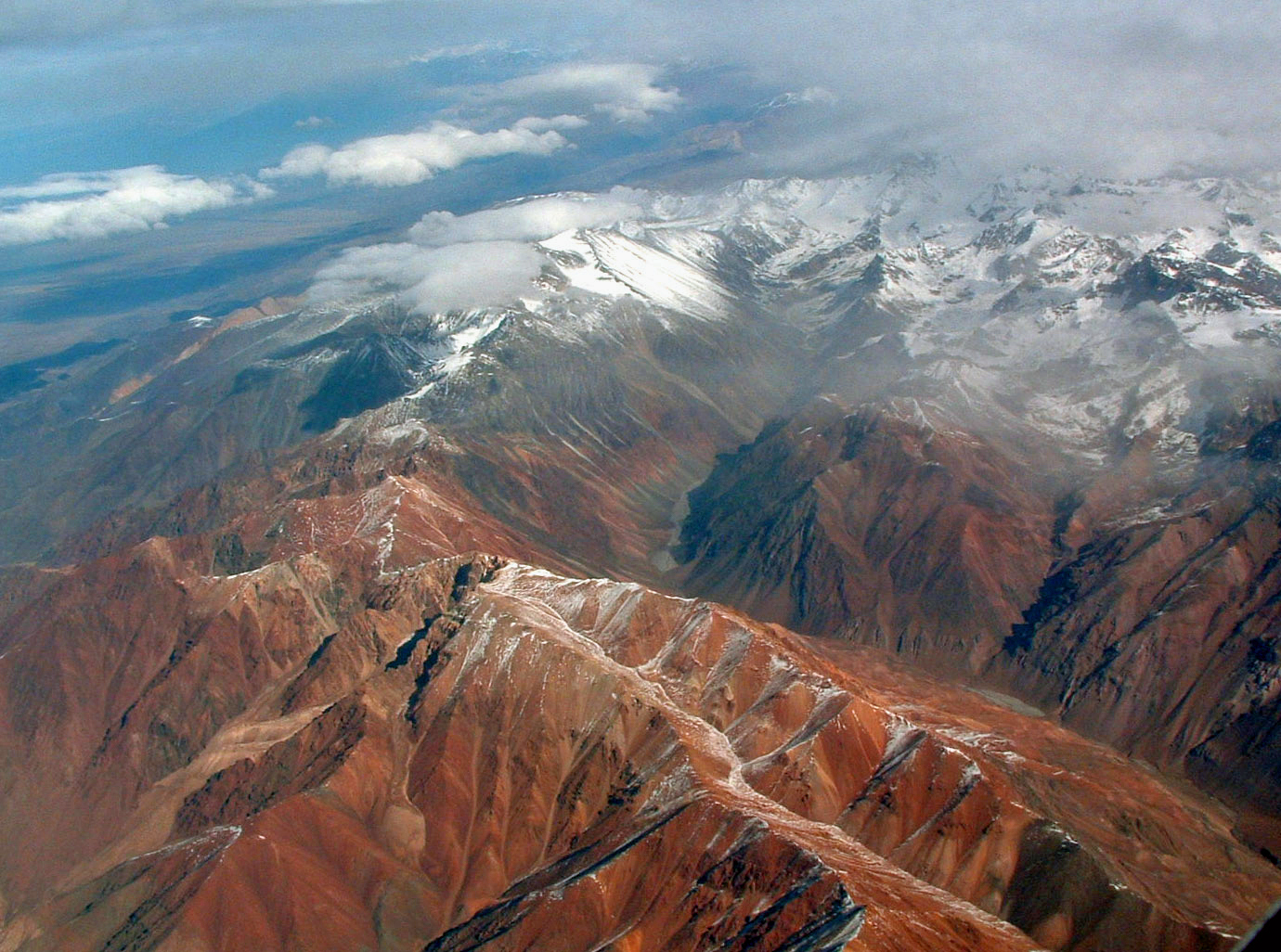
중앙 안데스
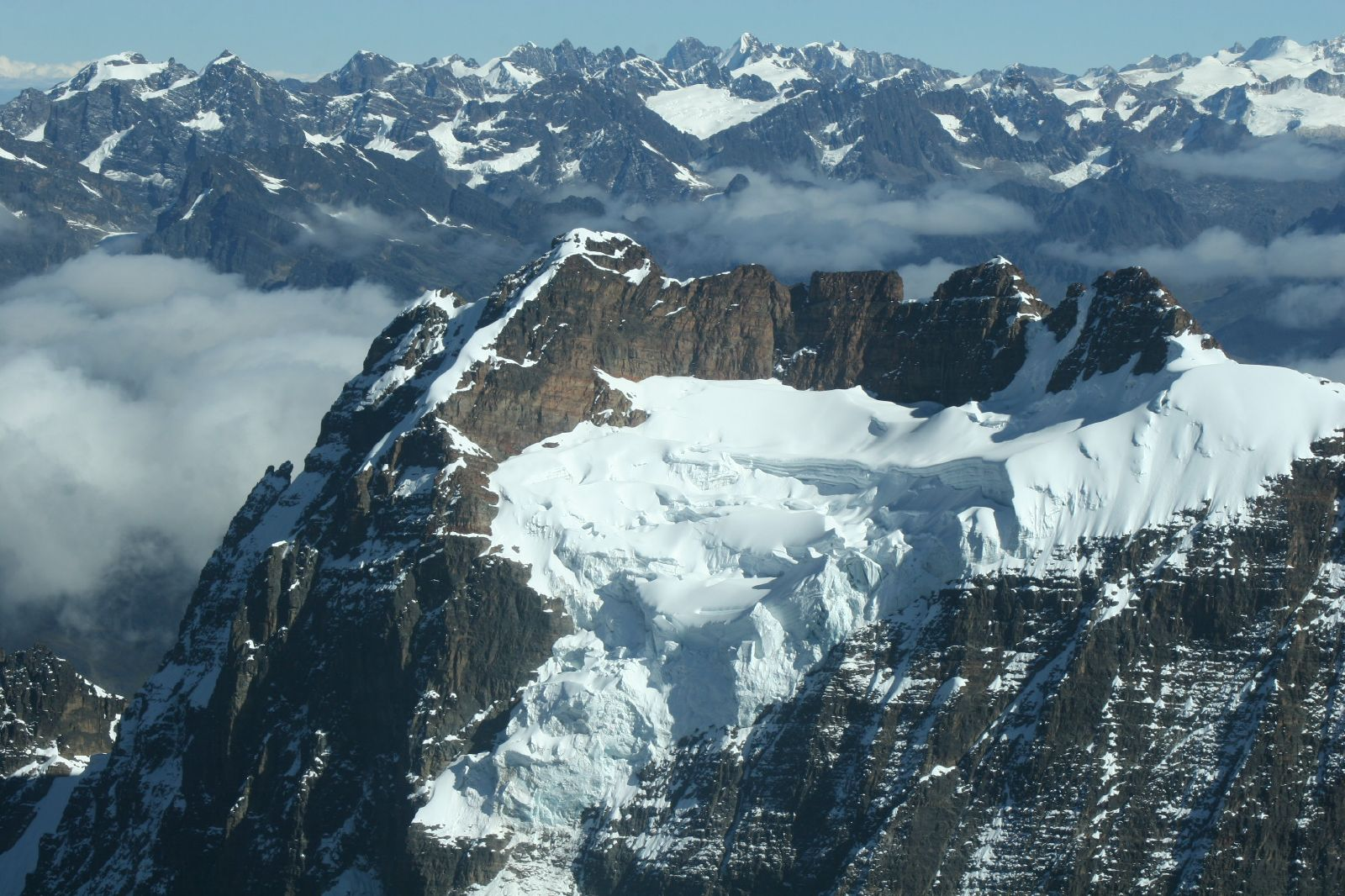
볼리비아 안데스

## 같이 보기
- 산맥 목록